# Bohdan Butenko

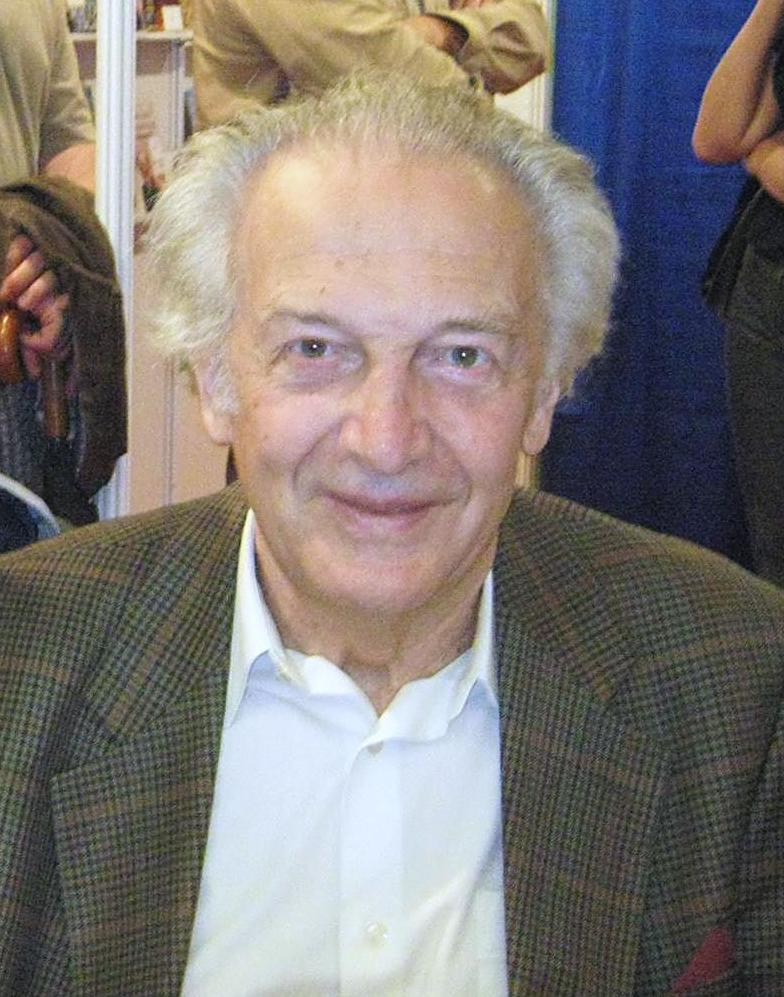
Bohdan Butenko (năm 2009)

Bohdan Butenko (sinh ngày 8 tháng 2 năm 1931 tại Bydgoszcz, mất ngày 14 tháng 10 năm 2019) là họa sĩ hoạt hình, nghệ sĩ đồ họa Ba Lan. Ông là tác giả nhiều truyện tranh và sách, ngoài ra ông còn nhà biên kịch kịch bản múa rối.

## Tiểu sử
Bohdan Butenko sinh ra ở Bydgoszcz, sống với cha mẹ cho đến khi Thế chiến thứ hai bùng nổ. Sau chiến tranh, ông sống ở Pruszków và học hết cấp hai tại đó. Ông bắt đầu theo học tại Học viện Mỹ thuật Warszawa và tốt nghiệp năm 1955.
Bohdan Butenko bắt đầu sự nghiệp nghệ thuật của mình vào năm 1955, ban đầu là biên tập viên nghệ thuật tại nhà xuất bản Nasza Księgarnia. Ông cộng tác với các tạp chí dành cho trẻ em, chẳng hạn như " Miś ", " Świerszczyk ", " Płomyczek ", " Płomyk ". Ông là người sáng tạo ra các nhân vật Gapiszon, Kwapiszon, Gucio và Caesar, đồng thời là họa sĩ minh họa của nhiều cuốn sách dành cho trẻ em. Ông cũng làm về mảng scenography trên sân khấu và làm việc tại Đài truyền hình Ba Lan trong vòng 20 năm.
Họa sĩ Bohdan Butenko nhận nhiều nhiều giải thưởng cho những cống hiến của mình. Năm 1990, cuốn sách O Felku, Żbiku i Mamutku do ông vẽ minh họa được IBBY công nhận là cuốn sách của năm.

## Triển lãm nổi bật
Triển lãm cá nhân: Paris - 1964, 1966, 1992, Bratislava - 1966, Budapest - 1967, 1994, Tokyo - 1979, Stockholm - 1989, Tây Berlin - 1989, Copenhagen - 1990, Praha - 1991, Baltimore - 1993, Warszawa - 1999, Oświęcim - 2000, Suwałki - 2001, Poznań - 2001, 2004, 2011, Szczecin - 2003, Sopot - 2003. Ông cũng tham gia các triển lãm nhóm tại Bratislava, IBA ở Leipzig và Hội chợ sách dành cho trẻ em quốc tế ở Bologna.

## Huân chương
- Huân chương Polonia Restituta (2011)
- Huân chương Uśmiechu (2012) [7]